# 平山淳子
平山淳子（ひらやま じゅんこ）は、日本のローカルタレント・ラジオパーソナリティー。

## 来歴
宮崎県都城市生まれ。都城工業高等専門学校を卒業後、九州工業大学へ編入学。卒業後は外資系製薬会社で研究開発に携わった。退職後、宮崎放送のテレビリポーターとなり、『生スタ955』（現在のアッパレ!miyazaki枠）を担当した。宮崎放送を退職後は愛知県でラジオパーソナリティとなり、現在は宮崎県内で宮崎サンシャインFMやMRTラジオでラジオパーソナリティとして活躍。MRTラジオの『みやこのじょうドキドキナビ』を担当している。婚礼司会を多く手がけ、宮崎県出身のアイドル、浅香唯の婚礼の司会も担当した。
血液型はO型で、星座はかに座。子供は3人。趣味はガーデニング。

## 現在の出演番組
mrt宮崎放送
- GOGOワイド!